# Lepanthes coeloglossa
Lepanthes coeloglossa är en orkidéart som beskrevs av Carlyle August Luer. Lepanthes coeloglossa ingår i släktet Lepanthes och familjen orkidéer. Inga underarter finns listade i Catalogue of Life.